# Ru Guang
Ru Guang, född 1 november 1955, är en kinesisk bågskytt. Han deltog vid olympiska sommarspelen 1988.